# Shenxiang
Shenxiang (kinesiska: 沈巷) är en köping i östra Kina. Den ligger i stadsdistriktet Jiujiang i staden Wuhu i provinsen Anhui,, omkring 100 kilometer sydost om provinshuvudstaden Hefei. Antalet invånare är 101 875. Befolkningen består av 49 391 kvinnor och 52 484 män. Barn under 15 år utgör 17,0 %, vuxna 15-64 år 71 %, och äldre över 65 år 11,0 %.